# Ed Bruce
William Edwin Bruce Jr. (Keiser, Arkansas; 29 de diciembre de 1939-Clarksville, Tennessee; 8 de enero de 2021) fue un músico y actor estadounidense, reconocido principalmente por componer la canción "Mammas Don't Let Your Babies Grow Up to Be Cowboys" (1975) y por su versión del tema "You're the Best Break This Old Heart Ever Had" (1982), el cual alcanzó la primera posición en la lista de éxitos de música country. Coprotagonizó además la serie de televisión Bret Maverick con James Garner entre 1981 y 1982.
Falleció el 8 de enero de 2021 en Clarksville, por causas naturales a los 81 años.

## Discografía

### Álbumes de estudio y recopilatorios
| Año  | Título                                        | EE. UU. Country |
| ---- | --------------------------------------------- | --------------- |
| 1968 | If I Could Just Go Home                       | 44              |
| 1969 | Shades of Ed Bruce                            | —               |
| 1976 | Ed Bruce                                      | —               |
| 1977 | The Tennessean                                | —               |
| 1978 | Cowboys & Dreamers                            | —               |
| 1979 | Taste of Honey                                | —               |
| 1980 | Ed Bruce                                      | 22              |
| 1980 | King of the Road                              | —               |
| 1981 | One to One                                    | 29              |
| 1982 | Last Train to Clarkesville                    | —               |
| 1982 | I Write It Down                               | 63              |
| 1983 | You're Not Leavin' Here Tonight               | 35              |
| 1983 | The Singing Sheriff of the TV Series Maverick | —               |
| 1984 | Tell 'em I've Gone Crazy                      | —               |
| 1984 | Homecoming                                    | —               |
| 1985 | Greatest Hits                                 | —               |
| 1986 | Night Things                                  | 53              |
| 1986 | Rock Boppin' Baby                             | —               |
| 1986 | Thirty-Nine and Holding                       | —               |
| 1995 | Puzzles                                       | —               |
| 1995 | The Best of Ed Bruce                          | —               |
| 1997 | Set Me Free                                   | —               |
| 2002 | This Old Hat                                  | —               |
| 2003 | 12 Classics                                   | —               |
| 2006 | Changed                                       | —               |
| 2006 | Ed Bruce Selected Hits                        | —               |
| 2007 | Cowboys                                       | —               |
| 2007 | Sing About Jesus                              | —               |
| 2008 | Country Hits                                  | —               |
| 2010 | In Jesus' Eyes - Songs of Inspiration         | —               |
| 2011 | The Last Cowboy Song                          | —               |
| 2013 | Country Hits                                  | —               |
| 2015 | Back to Back                                  | —               |
| 2017 | Ed Bruce Live from Church Street Station      | —               |
| 2018 | Girls, Women & Ladies                         | —               |
| 2018 | The Last Cowboy Song                          | —               |
| 2019 | Ed Bruce Meets Faron Young                    | —               |